# Ияк
Ияк или Ияки (на английски: Eyak, буквени символи и произношение ) е малък северноамерикански индиански народ живял около устието на река Купър. Самите те се наричат „И’я’куалакайу“ или „Д’ахухиу“. Името „ияк“ идва от името на тяхно село в близост до Кордоба, наричано И’я’к.
През 18 век обитават територия дълга около 500 км по крайбрежието на Аляския залив, между Драй Бей на юг и Принц Уилям Саунд на север. Територията им се разширява от река Италио, на изток от Якутат, на запад до Кейп Съклинг.

## Култура
Културата им и начин на живот били сходни с тези на тлингит, с които били в добри отношения и силно смесени чрез бракове. Препитавали се главно с риболов. За жилища използвали правоъгълни дървени къщи от вертикални дъски. Всяко село било обградено с ограда. И двата пола боядисвали лицата си и носели обеци на ушите и носа. Жените си татуирали китките на ръцете. Облеклото им било подобно на ескимоското, изработено от дебели кожи. Обществото им било разделено на 3 класи, вождовете и техните семейства, обикновени хора и роби. Били разделени на екзогамни матрилинейни части. Говорели отделен език класифициран като самостоятелен клон на Атабаското езиково семейство.

## История
Първите европейци, с които се срещат са руснаците. Ияк започнали да търгуват с тях, а руснаците им изпратили мисионери. Още тогава племето било малочислено, подложено на постоянни нападения от страна на съседните народи. През 1783 г. Нагаев научава от ескимосите чугач за ияк, живеещи на Каяк Айланд. Руснаците не се срещат с племето до 1792 г., когато войни от племето атакуват групата на Баранов на Принц Уилям Саунд. През 1794 г. Куликалов се натъква на тяхно село от 50 – 60 души на река Калиак. През 1796 г. Баранов основава форт и колония в Якутат. Постът в Якутат е нападнат и унищожен от ияк през 1805 г. В началото на 19 век тлингит от Драй Бей и ююгозападна Аляска асимилират групата еяк, живееща в околностите на Якутат. Между 1806 и 1825 г. ескимосите чугач изтласкват племето към Купър Ривър и установяват контрол над Контролър Бей. Епидемия от едра шарка през 1837 – 1838 г. унищожава половината от населението на Аляския залив. Ияк от Якутат живеят сравнително изолирано до идването на американците през 1880-те и 1890-те.
През 1996 г. 120 техни потомци, предимно със смесена кръв живеят в 4 селища около устието на Купър Ривър. Последният чистокръвен ияк умира през 2008 г.